# Academia Film Olomouc
Academia Film Olomouc (zkráceně též AFO) je mezinárodní festival populárně-vědeckých filmů, který se každým rokem v dubnu koná na půdě Univerzity Palackého v Olomouci a dalších místech města. V současnosti AFO zaštiťuje Filozofická fakulta Univerzity Palackého v Olomouci.

## Popis
Festival mapuje vědecké a vzdělávací dokumentární snímky z oblasti přírodních, humanitních i sociálně-vědních oborů, naučné pořady domácích i zahraničních televizních produkcí (BBC, PBS, Discovery) a aktuální vědecké, umělecké a technické postupy. Věnuje se i novým médiím a platformám, které se významně podílejí na popularizaci vědy, v posledních letech jde např. o podcasty, youtube kanály nebo on demand pořady. Charakteristikou festivalu je jeho diskuzní charakter – k tematickým blokům jsou zváni odborníci z řad filmových profesionálů a vědců, aby konfrontovali svůj pohled s diváky během diskuzí po projekcích i na tematických přednáškách a workshopech. Diváky festivalu do velké míry tvoří zájemci o audiovizuální tvorbu či vědecká témata, univerzitní studenti i studenti středních škol. Klíčovým bodem je divácká pluralita – pro nejmenší diváky jsou pořádány projekce pro školy i speciální doprovodný program, pro širokou veřejnost organizátoři připravují výstavy, akce ve veřejném prostoru či projekce na olomouckém Horním náměstí. V rámci festivalových ozvěn jsou dále během roku prezentovány zásadní snímky AFO v Olomouci i mnoha dalších městech. Pro diváky a fanoušky festivalu a vědy je tak připravený program nejen během samotného festivalového týdne, ale i po celý rok.

## Historie festivalu

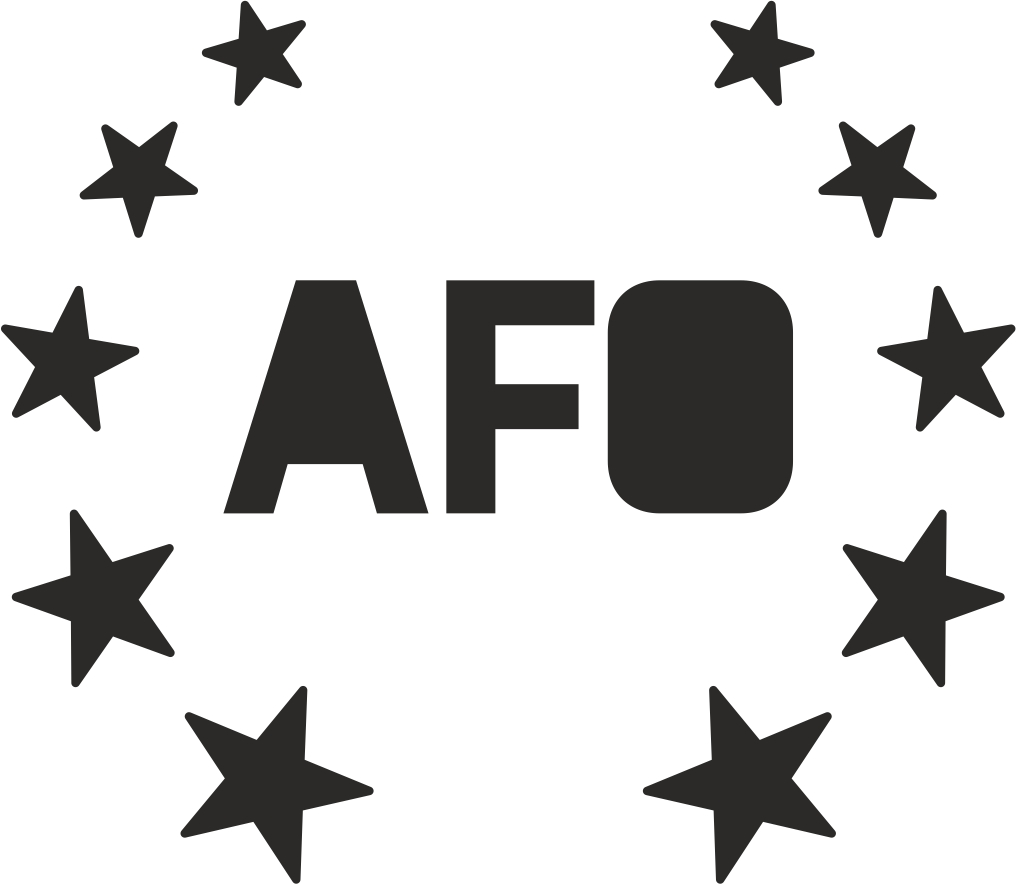
Academia Film Olomouc logo

### Před revolucí
Vznik Academia Film Olomouc iniciovaly v roce 1966 klíčové instituce garantující rozvoj vědy a vzdělání v Československu. Patřila mezi ně Československá akademie věd, Krátký film Praha a Univerzita Palackého. Inspirací pro vznik festivalu se stal ve své době ojedinělý festival didaktických filmů v italské Padově, který byl výjimečný tím, že se konal na univerzitní půdě. Důležitým organizátorem festivalu byl od samého počátku Krátký film Praha, v němž již od 50. let vznikaly naučné filmy Jiřího Lehovce, Jana Calábka nebo Bohumila Vošáhlíka. Ty prezentovaly aktuální vědecké objevy a inovativní postupy tak, aby jim porozuměli nejen vědečtí pracovníci, ale také studenti daného oboru či talentovaní žáci základních škol. K tématům nejstarších populárně-vědeckých filmů patřily často velmi specifické problémy, jež stěží vysvětlujeme i dnes, jako například podstata světla, proměny počasí, možnosti záznamu zvuku nebo relativita pohybu a času. Názorným způsobem zobrazovaly organismy rostlin, buněčná jádra a fotosyntézu. Takové filmy si již ve své době získaly mezinárodní prestiž a v rámci Československého státního filmu, kam organizačně spadal také Krátký film, existovalo v 50. a 60. letech dokonce samostatné oddělení, jež se obdobné problematice věnovalo.
Spojení univerzitní půdy a filmového průmyslu se tak stalo logickou cestou, jak přiblížit aktuální vědecké poznatky co nejširšímu spektru obyvatel. Chyběla ale instituce, která by projektu poskytla potřebné zázemí. Po vzoru festivalu v Padově se pracovníci Akademie Věd obrátili na Univerzitu Palackého, jejíž studenti patřili v 60. letech k nejaktivnějším co do pořádání kulturních aktivit. Univerzitní pedagog Jiří Stýskal zaštítil v roce 1966 se svými kolegy Eduardem Petrů, Alenou Štěrbovou a Miroslavem Tomšů první olomouckou přehlídku populárně-vědeckého filmu. Název Academia Film dostala přehlídka po příznivém ohlasu prvního ročníku o 12 měsíců později.
Popularita a význam festivalu během 60. a 70. let narostl na celorepublikovém významu a programově se do festivalu zapojila i Československá televize svými naučnými snímky. V 80. letech se festival začíná více otevírat i širšímu publiku a zároveň roste počet přihlášených soutěžních snímků. Festival zároveň do programové skladby zařazuje formát videoprojekce zaměřený na dokumentaci vědeckých a technických postupů. Videoprogramy dostaly svůj prostor v rámci sekce Videofóra.

### Po revoluci
Po revoluci se AFO stává mezinárodním festivalem, zároveň se však dostává do existenčních problémů kvůli změnám ve financování. Nadále byl financován MŠMT, Akademií věd ČR a Ministerstvem kultury, musí se však začít obracet i na soukromý sektor při získávání dostačujících zdrojů pro zabezpečení festivalu.
V roce 2001 byl festival přesunut do Vlastivědného muzea se záměrem přiblížit jej publiku a už po několikáté změnil svůj název, tentokrát na Mezinárodní festival dokumentárních filmů a multimediálních vzdělávacích pořadů. Zásadní změna pro současnou festivalovou podobu pak přišla v roce 2007. Organizace festivalu připadla na Katedru divadelních, filmových a mediálních studií Univerzity Palackého a ředitelem se stal pedagog Petr Bilík. Na festivalu se také podílel Jihlavský spolek amatérských filmařů, který pořádá festival dokumentárních filmů v Jihlavě. Festival dostal opět nový název Mezinárodní festival populárně-vědeckého a dokumentárního filmu a začal používat motto „Vidět a vědět“ (Watch&Know). Sídlo festivalu se vrátilo na půdu Univerzity Palackého, tentokrát do prostor bývalého jezuitského konviktu (nyní Umělecké centrum Univerzity Palackého). Festival se začal úžeji profilovat na vzdělávací a vědecké dokumentární filmy a soustředit se na jeho mezinárodní význam a naplňovat také cíl popularizovat vědu. V roce 2013 pak byl vydán festivalový Statut, který definuje cíle a účel festivalu i organizační strukturu do současné podoby. K 60. výročí vznikla i publikace mapující historii festivalu Academia Film Olomouc: 60 let populárně-vědeckého filmu (AFO60).
Počet akreditovaných návštěvníků v posledních letech festivalu:
- AFO 2014: 4 067 akreditovaných | 92 filmů | 317 host
- AFO 2015: 5 800 akreditovaných | 94 filmů | 329 hostů

- AFO 2016: 5 523 akreditovaných | 106 filmů | 334 hostů
- AFO 2017: 5 603 akreditovaných | 112 filmů | 300 hostů
- AFO 2018: 7 105 akreditovaných | 116 filmů | 415 hostů
- AFO 2019: 9 430 akreditovaných | 156 filmů | 420 hostů
- AFO 2020: 10 800 akreditovaných | 86 filmů | 47 hostů | online festival
- AFO 2021: 10 310 akreditovaných | 113 filmů | 33 hostů | online festival
- AFO 2022: 5 653 akreditovaných | 158 filmů | 266 hostů
- AFO 2023: 6 500 akreditovaných | 164 filmů | 351 hostů

## Program

### Dramaturgie
Program festivalu má na starosti dramaturgický tým, jehož členové jsou ve velké většině aktivní na půdě Univerzity Palackého. Každý ročník festivalu má zaštiťující téma, které zároveň propojuje jednotlivé programové sekce. Festival je zaměřen primárně na faktuální dokument, který se obsahově dotýká vědy, společensko-vědních témat, vědců, výzkumných výsledků, etiky spojené s posunováním hranic lidského poznání a přístupu ke vzdělání. Cílem programu obecně je také ukázat, že audiovizuální tvorba je nejúčinnějším nástrojem popularizace vědy a slouží také jako iniciace ke vzdělávání a kulturnímu myšlení.
Dramaturgie festivalu je pak úzce spjata s cíli festivalu:
- Prostřednictvím špičkových snímků a přizvaných odbornic a odborníků vytrvale bořit zažité mýty a stereotypy o přírodních, humanitních a společenských vědách.
- Prezentovat široké veřejnosti vědu, výzkum a technologie jako fascinující a nesmírně důležité obory lidské činnosti a pevné součásti naší kultury a společnosti.
- Přibližovat široké veřejnosti současná i budoucí palčivá témata naší civilizace, planety a vesmíru.
- Propojovat akademickou sféru a vědecké instituce s odbornicemi a odborníky z televizního a filmového průmyslu a dalších kulturních institucí.
- Podněcovat vznik nových populárně-naučných celovečerních filmů, televizních pořadů a dalších multimediálních formátů.
- Podporovat a formovat aktivní a kriticky smýšlející divácká publika.

Program festivalu AFO je postaven na čtyřech pilířích: 
- soutěžní sekce
- nesoutěžní tematické sekce
- program pro odbornou veřejnost – Industry 4Science
- doprovodný program (koncerty, výstavy, performance ad.)

Základem soutěžního programu je pečlivý předvýběr filmů dramaturgickým týmem, který celoročně mapuje aktuální produkci a kromě samostatně přihlášených filmů do soutěže i aktivně oslovuje produkce pohybující se na poli science documentary (mimo jiné také osobně na největší oborové akci svého druhu Světovém kongresu producentů faktuálních a vědeckých pořadů - WCSFP). Následně během festivalu odborné poroty složené z českých i zahraničních tvůrců, producentů, vědců a publicistů vybírají vítěze jednotlivých soutěžních kategorií.

### Festivalové ceny
Počet přihlášených snímků do soutěžních sekcí (Mezinárodní soutěž, Česká a slovenská soutěž, Soutěž krátkých filmů) v posledních letech dynamicky roste a do hlavního festivalového programu je dramaturgy vybíráno každoročně cca 25 z nich. Odborné poroty, sestávající z předních osobností světové vědy i filmového průmyslu, vybírají v průběhu konání festivalu vítěze. AFO následně uděluje ceny v kategoriích:
- Cena za nejlepší mezinárodní populárně-vědecký dokumentární film
- Cena za nejlepší český nebo slovenský populárně-vědecký dokumentární film
- Cena za nejlepší krátký populárně-vědecký film
- Cena studentské poroty Univerzity Palackého v Olomouci
- Cena diváků AFO pod záštitou České televize
- Cena za přínos popularizaci vědy – osobnost
- Cena za přínos popularizaci vědy – instituce

### Programové sekce
Programové sekce festivalu jsou vedle soutěžních filmů hlavní náplní festivalového obsahu. Tyto sekce mají vlastní témata, která se úžeji či volněji vztahují k zastřešujícímu tématu daného ročníku (v minulých letech např. Oceány, Utopie/Dystopie, Věda v popkultuře, Adaptace, Propaganda, apod.). Každá programová sekce má svého dramaturga či dramaturgyni, kteří vybírají filmy a pořady, hosty a hostky z oblasti vědecké i filmařské, přednášky, workshopy a další doprovodný či hudební program.
Jednou z programových sekcí je také AFO Junior. Tento blok cílí na děti a mládež. Ve spolupráci s Divadlem na cucky, Pevností poznání a ČT:D na návštěvníky čekají speciální promítání, ale také tematicky zaměřené workshopy, virtuální realita, základy filmařských postupů, animace, pohybové dílny a mnoho dalšího.

### Doprovodný program
V rámci festivalového týdne i během celého roku připravuje tým AFO doprovodné akce jako výstavy, workshopy, přednášky, komentované procházky nebo koncerty. Cílem je připravit pro návštěvníky zajímavé události akcentující vědecká témata z různých, často neočekávaných úhlů pohledu. Během minulých ročníků tak byla zrealizována obří ledová kostka s festivalovou grafikou na Horním náměstí, virtuální realita v Auditoriu Maximu, graffiti a street art s AFO tematikou v olomouckých ulicích, venkovní promítání na náměstí, speciální vědecké drinky nebo možnost prozkoumat 3D tisk.
Hudba je věda! A festival AFO to již několikátým rokem reflektuje. Tradiční hudební program Music is Science pravidelně oživuje dny plné populárně-vědeckých dokumentů jedinečnou skupinou interpretů, která činí festival ještě pestřejším. Music is Science do Olomouce přivádí hudebníky české i zahraniční, kteří svou tvorbou propojují hudbu a vědu. Jedná se o umělce na poli alternativní hudební scény, kteří překračují hranice jednotlivých žánrů, propojují je a nebojí se zvukových experimentů.

### Ozvěny AFO
Ozvěny festivalu přinášejí snímky aktuálního ročníku AFO i do jiných měst, a to i v době mimo festivalový týden. Snahou je dostat současná vědecká témata blíže publikům, která neměla možnost se účastnit promítání během samotného festivalu, a motivovat je, aby se o vědecká témata blíže zajímala. Filmy jsou promítány v kinech, ale také ve hvězdárnách, kavárnách, školách a dalších prostorech.

## Industry sekce festivalu
Nedílnou součástí programu festivalu je také unikátní sekce pro odbornou veřejnost Industry 4Science, která si klade za cíl propojit profesionály z filmového a televizního průmyslu s vědeckými odborníky a podnítit tak vznik nových audiovizuálních formátů s tématem vědy.
Tato festivalová část zároveň umožňuje tuzemským tvůrcům setkání a konzultace s experty ze zahraničí (BBC, DISCOVERY, CBC, ARTE, EBU ad.). AFO právě i díky této platformě každoročně navštěvují stovky hostů, mezi kterými jsou nejen přední osobnosti světové vědy, které promítané snímky uvádí do kontextu a podtrhují tak unikátnost celé akce, ale především tvůrci, producenti a broadcasteři vědeckých dokumentů z celého světa.
V rámci programové skladby AFO se tak koná řada networkingových eventů, přednášek, panelových diskuzí a workshopů, které jsou zaměřeny nejen na komunikaci vědy prostřednictvím audiovize, ale také na nové distribuční platformy a alternativní zdroje financování audiovizuálního vědeckého obsahu.

## Festivaloví hosté
Význam festivalu na mezinárodním poli popularizace vědy i dokumentární tvorby neustále narůstá. Díky reputaci AFO přijalo pozvání se zúčastnit mnoho významných českých i zahraničních hostů a hostek z řad vědců a vědkyň, z filmového průmyslu i z hudební scény. Ti pak přispěli do programu přednáškami, besedami i interakcí s návštěvníky během doprovodného programu. Mezi nejvýznamnější hosty patří evoluční biolog a známý advokát ateismu Richard Dawkins, fyzik a popularizátor vědy Lawrence M. Krauss, filozofka umělé inteligence Susan Schneider, americká vulkanoložka Kayla Iacovino, profesor robotiky z Ósaky Hiroshi Ishiguro, britský biolog a filmař Nigel Marven, tvůrce legendárního cyklu seriálů Byl jednou jeden život Albert Barillé, filozof Peter Singer, světově uznávaný biolog Steve Jones, britský astronom Chris Impey, či popularizátor přírodních věd a medicíny, lord Robert Winston. Festivalu se účastní řada českých hostů, mimo jiné Jiří Grygar, Hana Librová, Miroslav Bárta, Ivo Bystřičan, Osamu Okamura, Radim Procházka, Marián Polák, Zdenka Sokolíčková, Tereza Bernátková, Johana Ožvold a další.

## Galerie

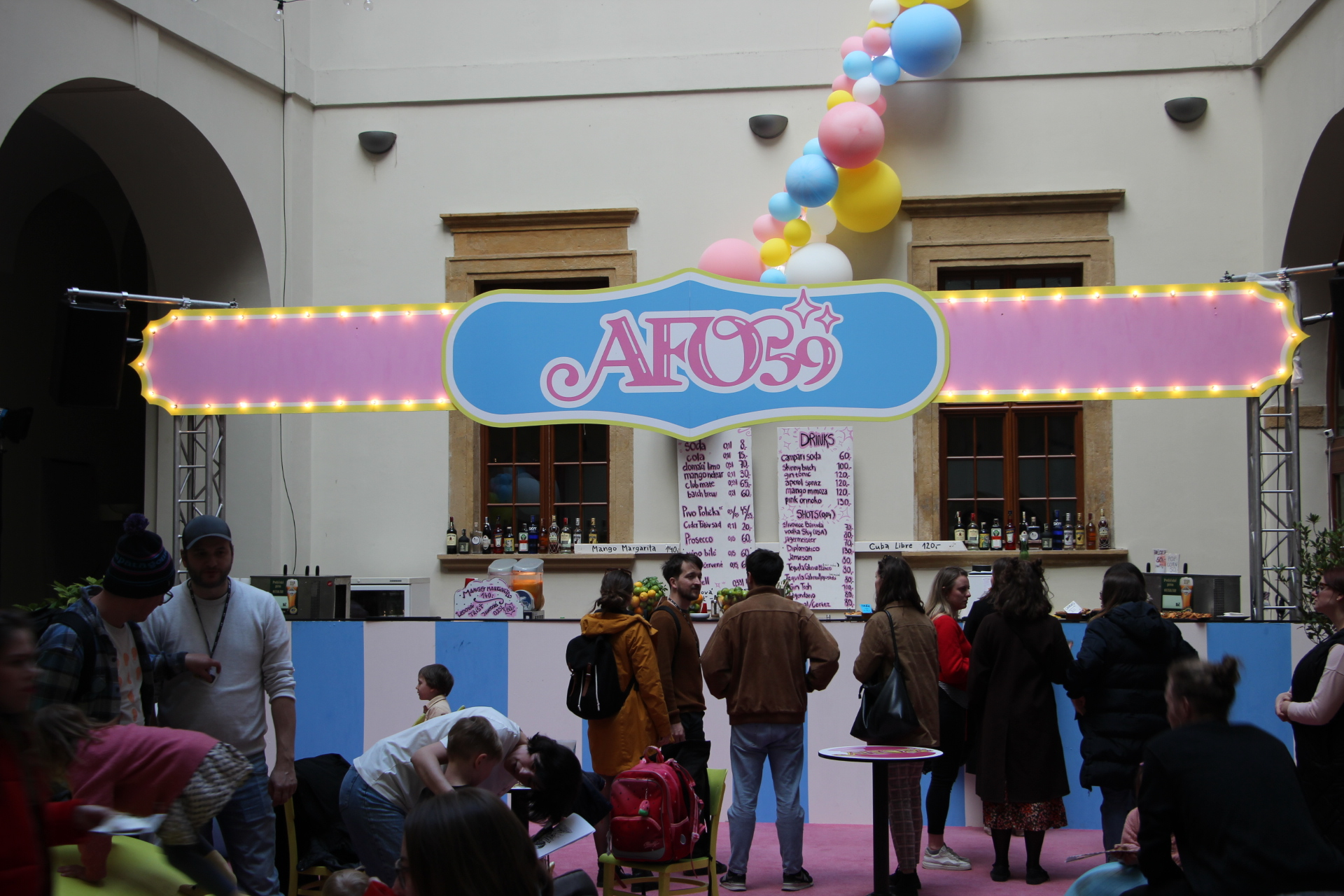
Foyer Uměleckého centra Univerzity Palackého v Olomouci
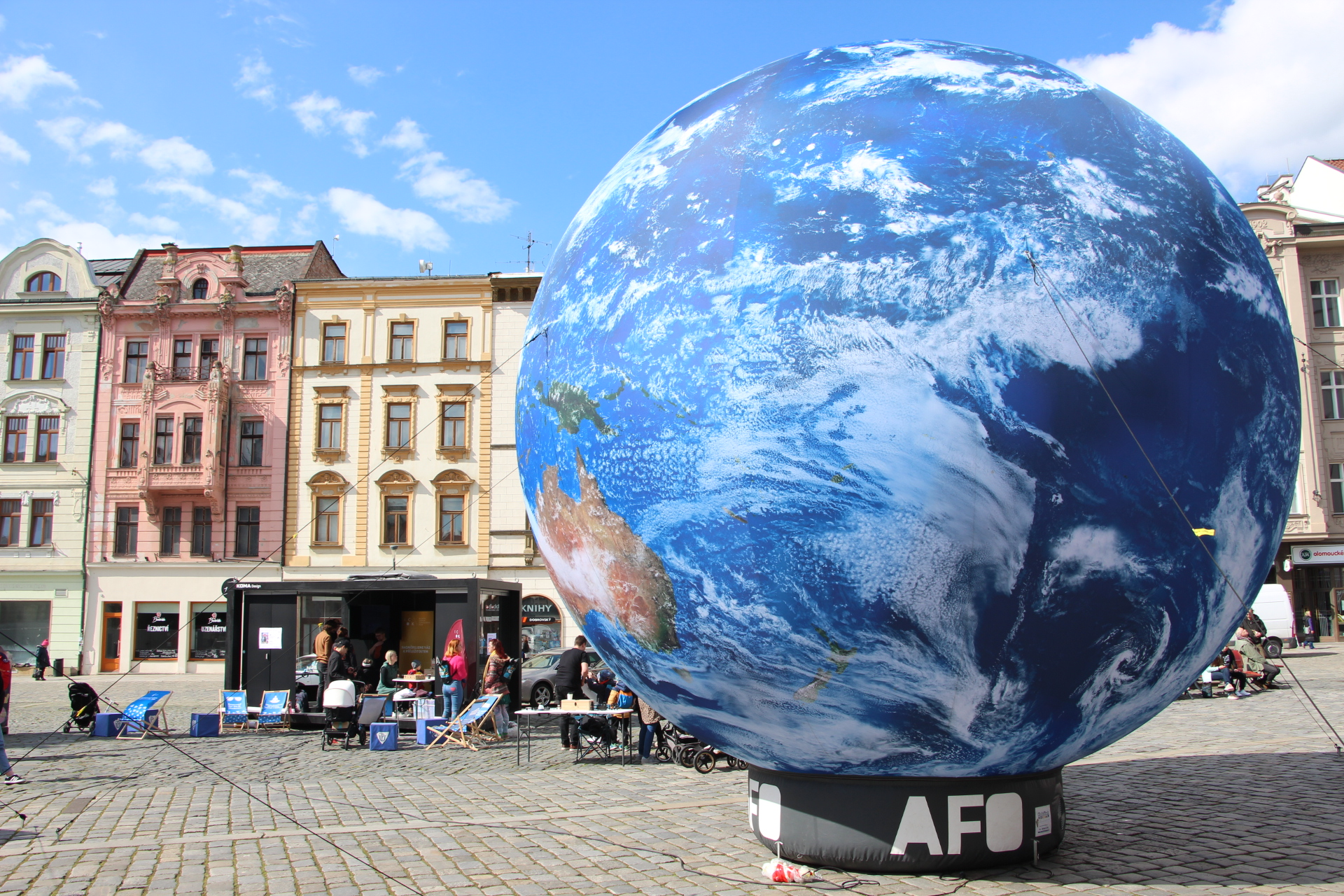
Planeta na Horním náměstí (Olomouc)
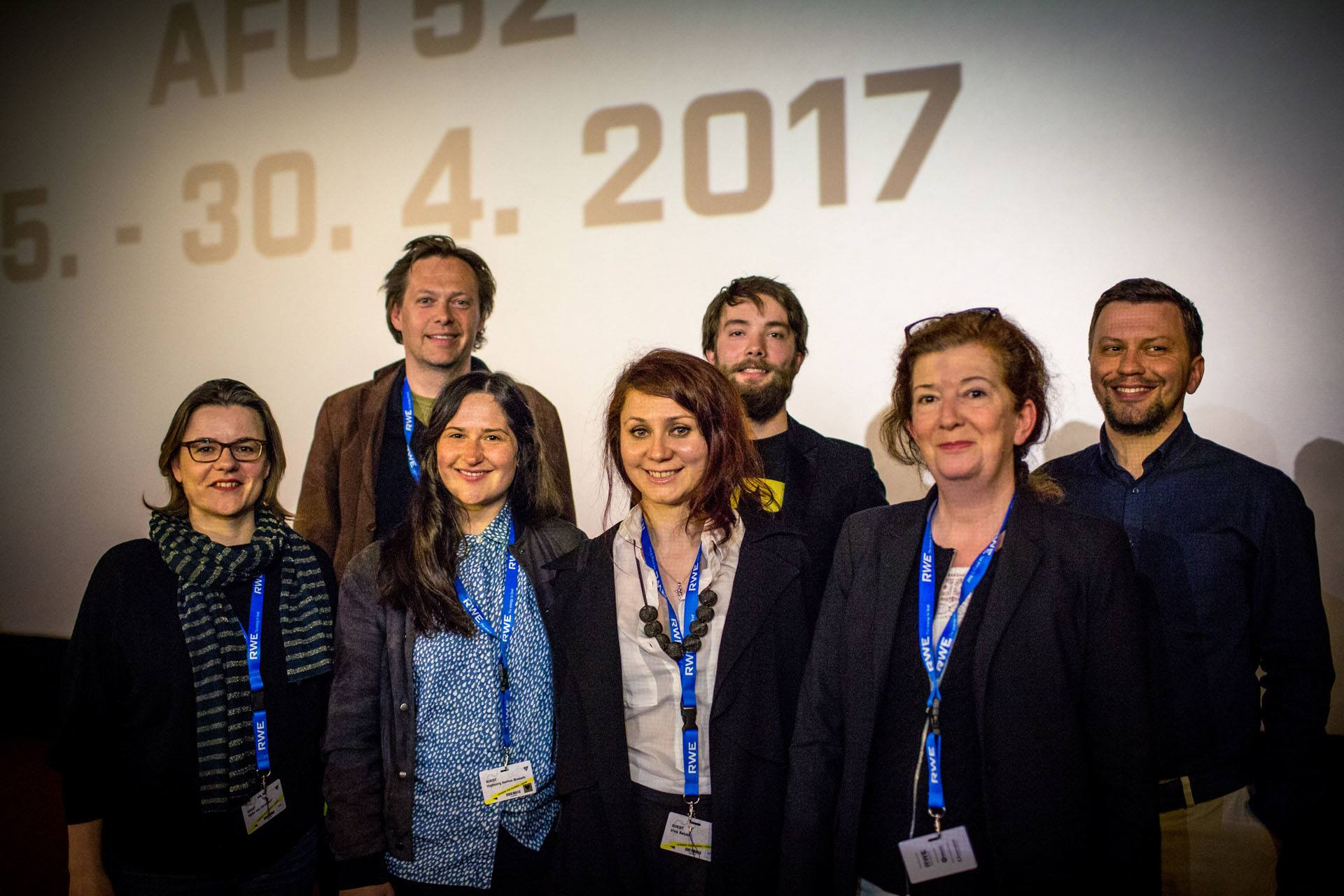
Hosté festivalu
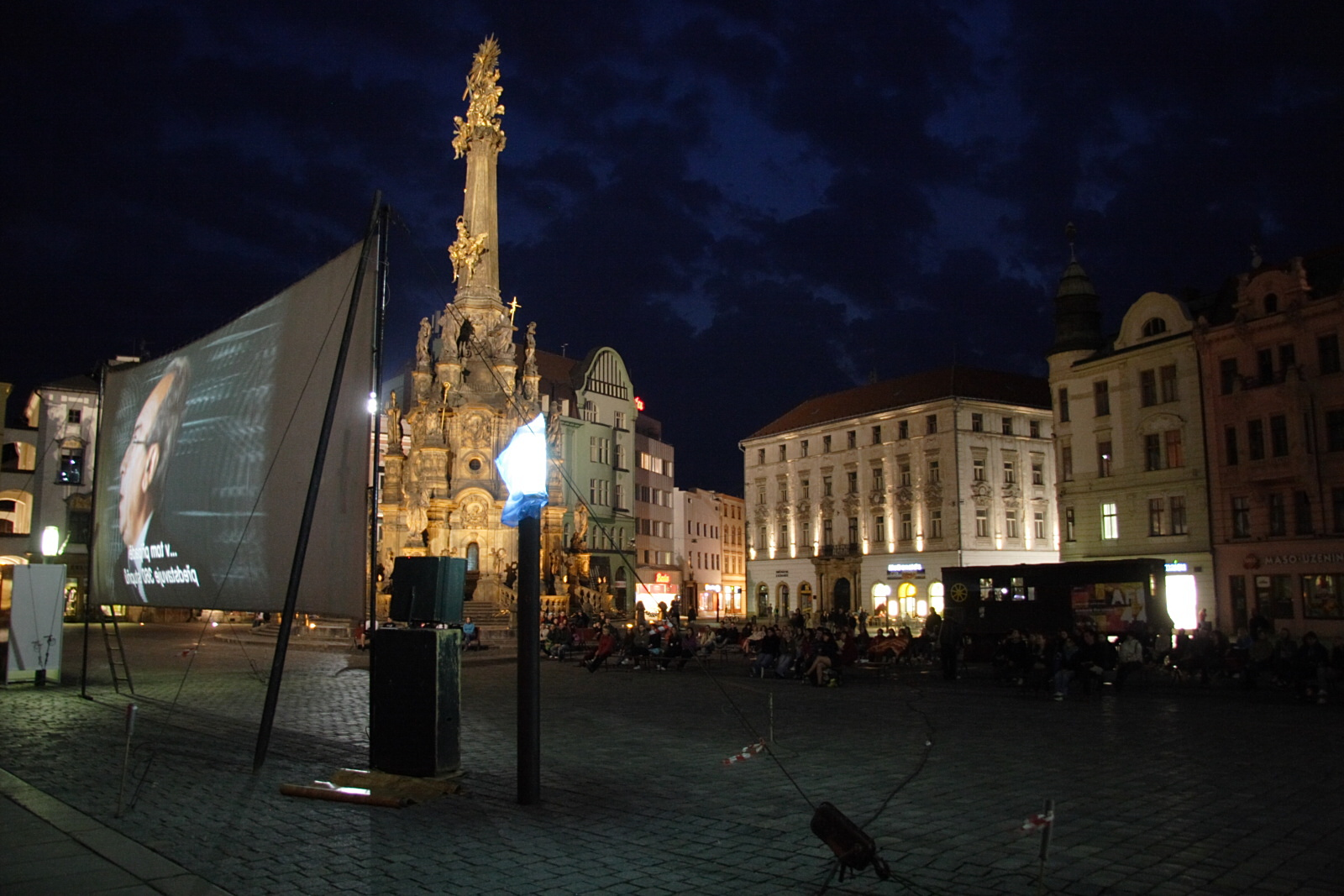
Olomouc během festivalu Academia Film Olomouc
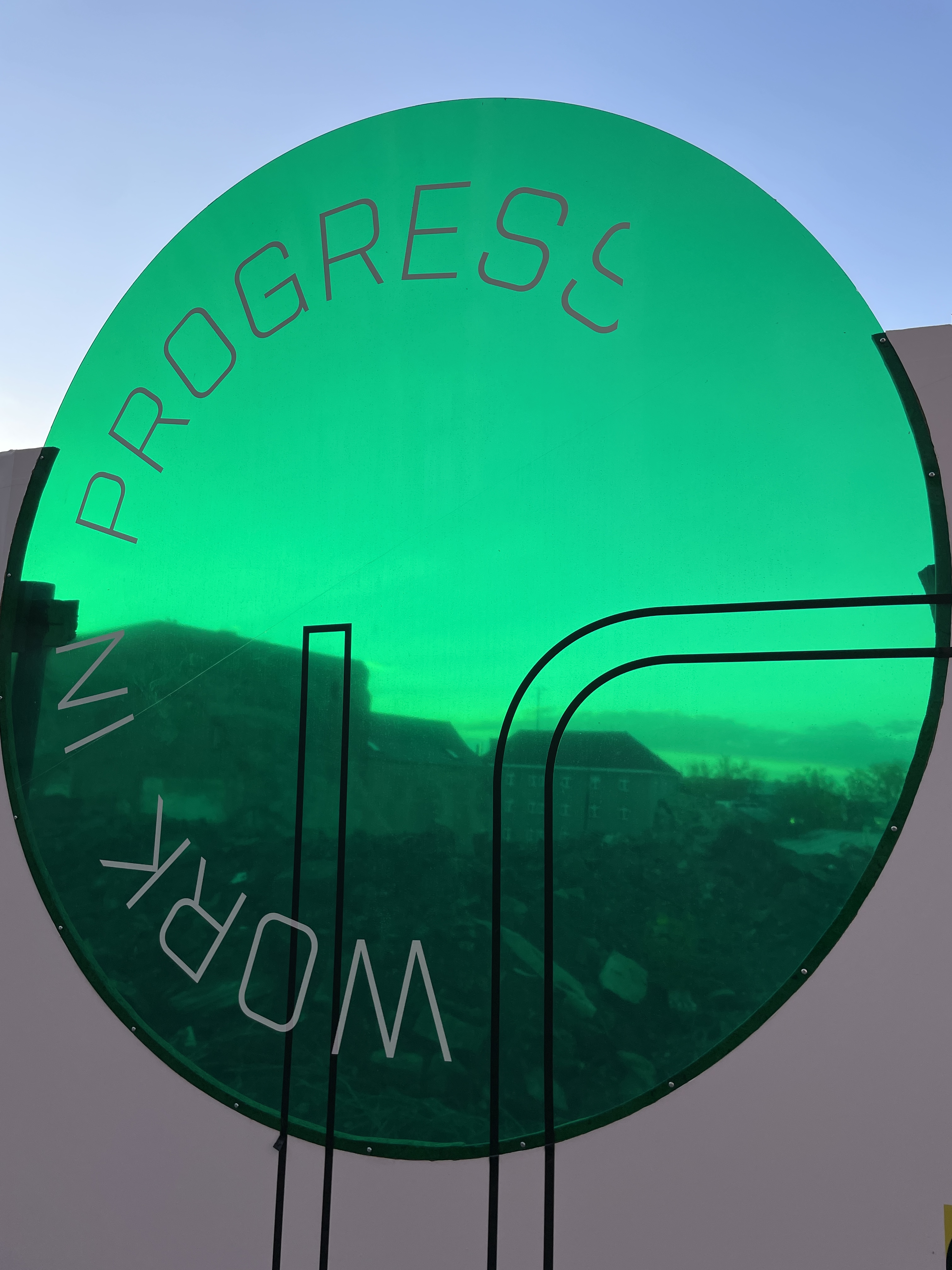
Design v roce 2025
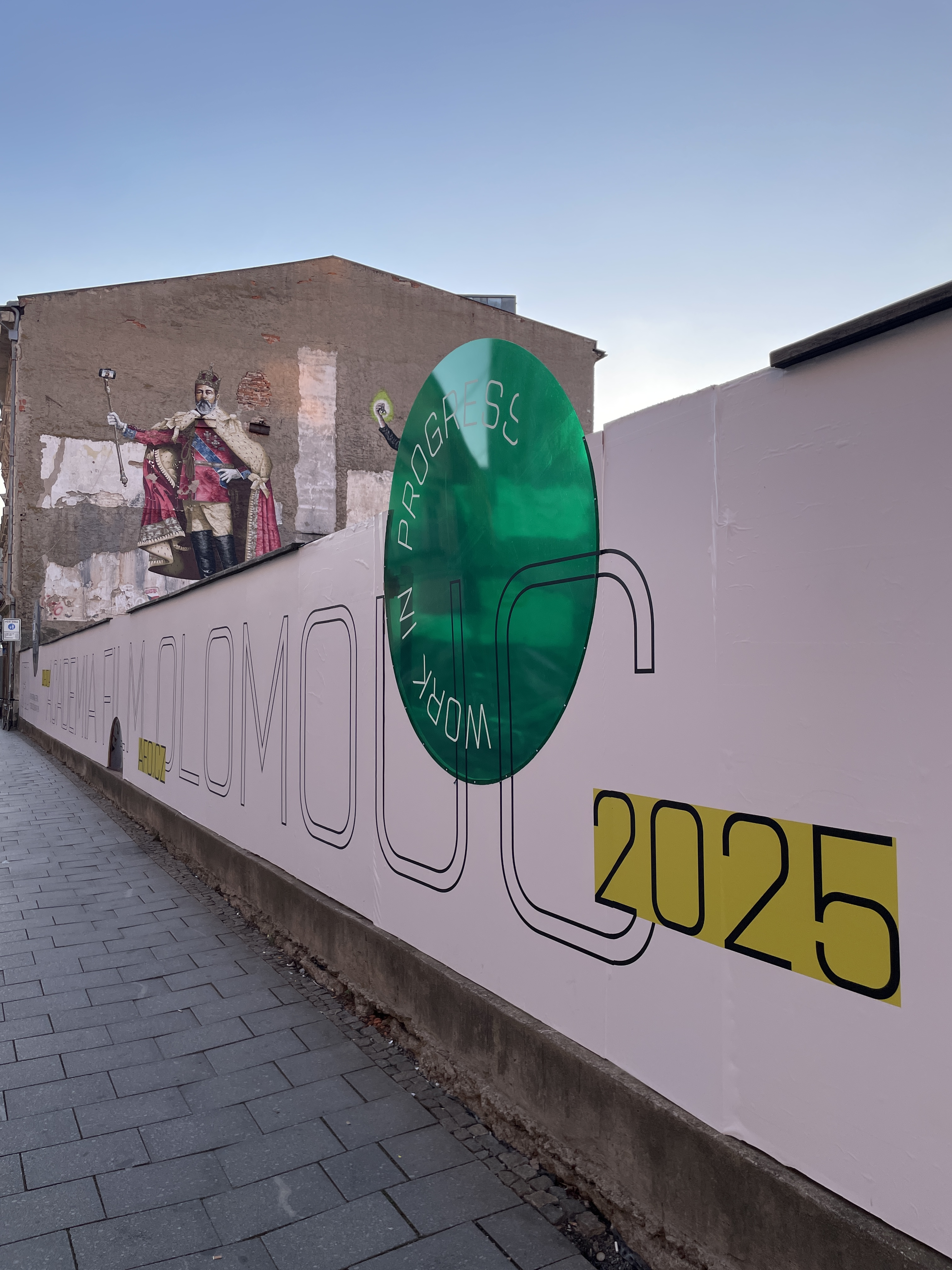
Poutač v proluce na Denisově ulici